# Epidendrum klotzscheanum
Epidendrum klotzscheanum är en orkidéart som beskrevs av Heinrich Gustav Reichenbach. Epidendrum klotzscheanum ingår i släktet Epidendrum och familjen orkidéer. Inga underarter finns listade i Catalogue of Life.